# Thélis-la-Combe

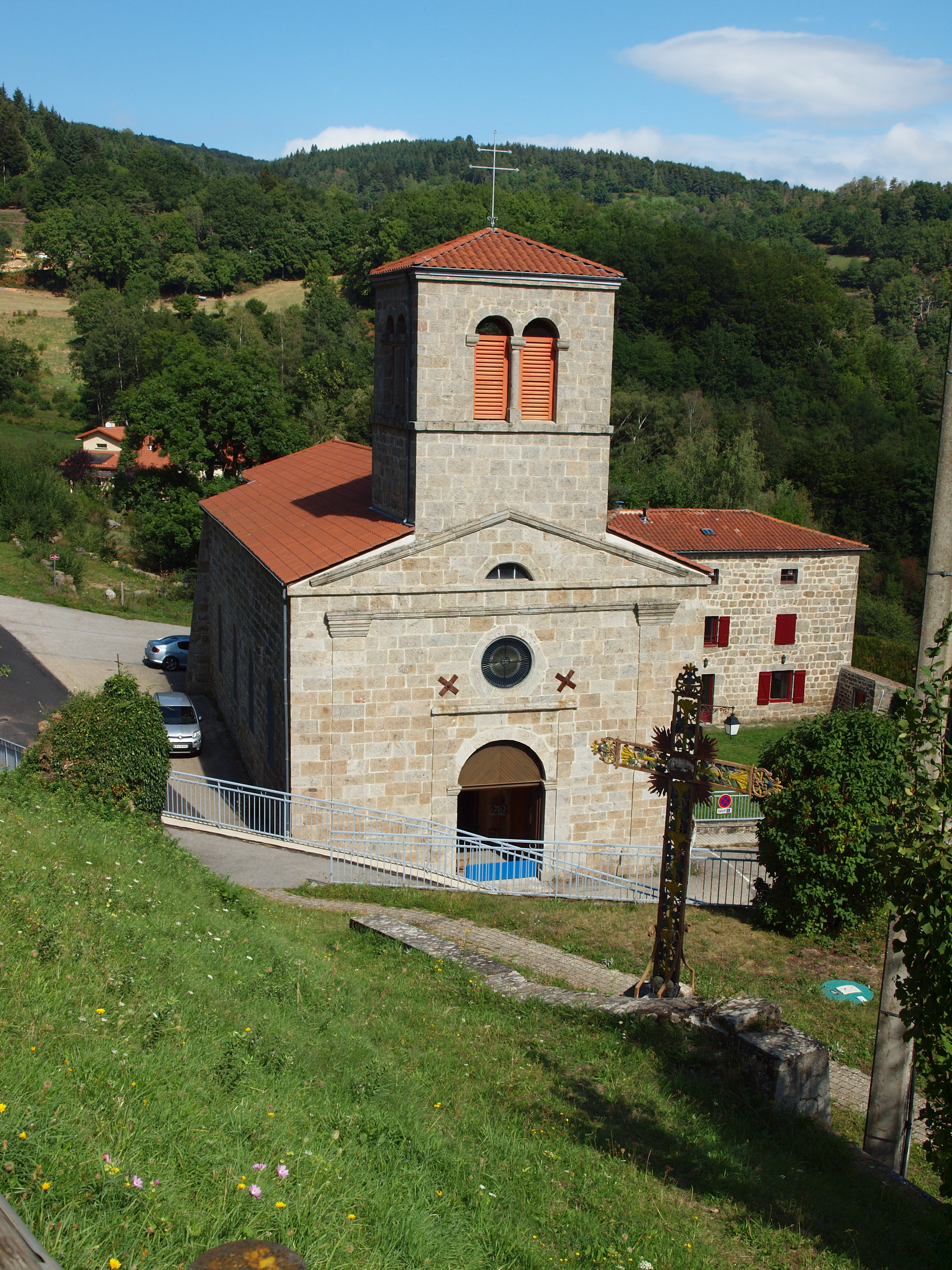
Kirche Notre-Dame

Thélis-la-Combe ist eine französische Gemeinde mit 143 Einwohnern (Stand: 1. Januar 2022) im Département Loire in der Region Auvergne-Rhône-Alpes im Kanton Le Pilat (bis 2015: Kanton Bourg-Argental) und Teil des Kommunalverbandes Monts du Pilat. Die Gemeinde gehört zum Regionalen Naturpark Pilat.

## Geographie
Thélis-la-Combe liegt etwa 17 Kilometer südöstlich von Saint-Étienne. Umgeben wird Thélis-la-Combe von den Nachbargemeinden Le Bessat im Norden und Nordwesten, Graix im Norden, Colombier im Osten und Nordosten, Bourg-Argental im Süden, La Versanne im Westen sowie Tarentaise im Nordwesten.

## Bevölkerungsentwicklung
| Jahr                       | 1962 | 1968 | 1975 | 1982 | 1990 | 1999 | 2006 | 2017 |
| Einwohner                  | 290  | 236  | 197  | 164  | 136  | 146  | 174  | 158  |
| Quellen: Cassini und INSEE |      |      |      |      |      |      |      |      |

## Sehenswürdigkeiten
- Kirche Notre-Dame